# Martin Bayfield
Martin Christopher Bayfield (Bedford, 21 dicembre 1966) è un ex rugbista a 15, giornalista e conduttore televisivo britannico.
Ex rugbista a 15 internazionale per l'Inghilterra ed ex agente della polizia britannica; da giocatore seconda linea di Northampton Saints, Nazionale inglese e British Lions, dopo la fine della carriera sportiva e il congedo dalle forze di polizia è divenuto conferenziere, giornalista e presentatore radiofonico e televisivo e, occasionalmente, attore teatrale e cinematografico.

## Biografia
Nato e cresciuto a Bedford, Martin Bayfield, 208 cm. d'altezza che ne fanno uno dei più alti avanti del rugby inglese, dopo il diploma superiore conseguito nel 1985, entrò nella polizia metropolitana di Bedford; nel 1989 fu trasferito alla polizia di contea del Bedfordshire.
Nel 1991 giunse il debutto in Nazionale, nel corso di un tour in Australia e, al ritorno in patria, si trasferì dal Bedford Blues al Northampton; nel 1992 giunse il Grande Slam nel Cinque Nazioni.
Nel 1993 fu inserito tra i selezionati del tour dei British Lions in Nuova Zelanda, nel corso del quale disputò tutti i tre test match previsti contro gli All Blacks.
La sua ultima partita in Nazionale fu sempre nel Cinque Nazioni, edizione 1996, contro il Galles.
In quell'anno passò al professionismo, con la maglia del Northampton, con il quale rimase ulteriori due stagioni, senza terminare l'ultima: nel febbraio 1998 si ritirò a causa di un infortunio al collo occorsogli in allenamento.
Dopo il ritiro divenne giornalista e conferenziere; vanta una parentesi cinematografica come controfigura di Robbie Coltrane nella saga di Harry Potter in quanto, in diversi film, compare nei campi lunghi in cui viene rappresentato il gigante Rubeus Hagrid, al fine di enfatizzarne la stazza, e interpreta il personaggio da giovane.
Ha lavorato anche in teatro, anche se normalmente è corrispondente radiofonico per la BBC; ha presentato gli incontri della Coppa del Mondo di rugby 2007 per la ITV ed è presidente onorario della Wooden Spoon Society, associazione di vecchie glorie del rugby che organizzano incontri di beneficenza per l'infanzia povera e abbandonata.
Dal 2012 è presentatore, sempre per la BBC, di Crimewatch, programma televisivo che si occupa della ricostruzione di delitti insoluti al fine di ottenere informazioni sul caso dagli spettatori.